# Via Salaria Gallica

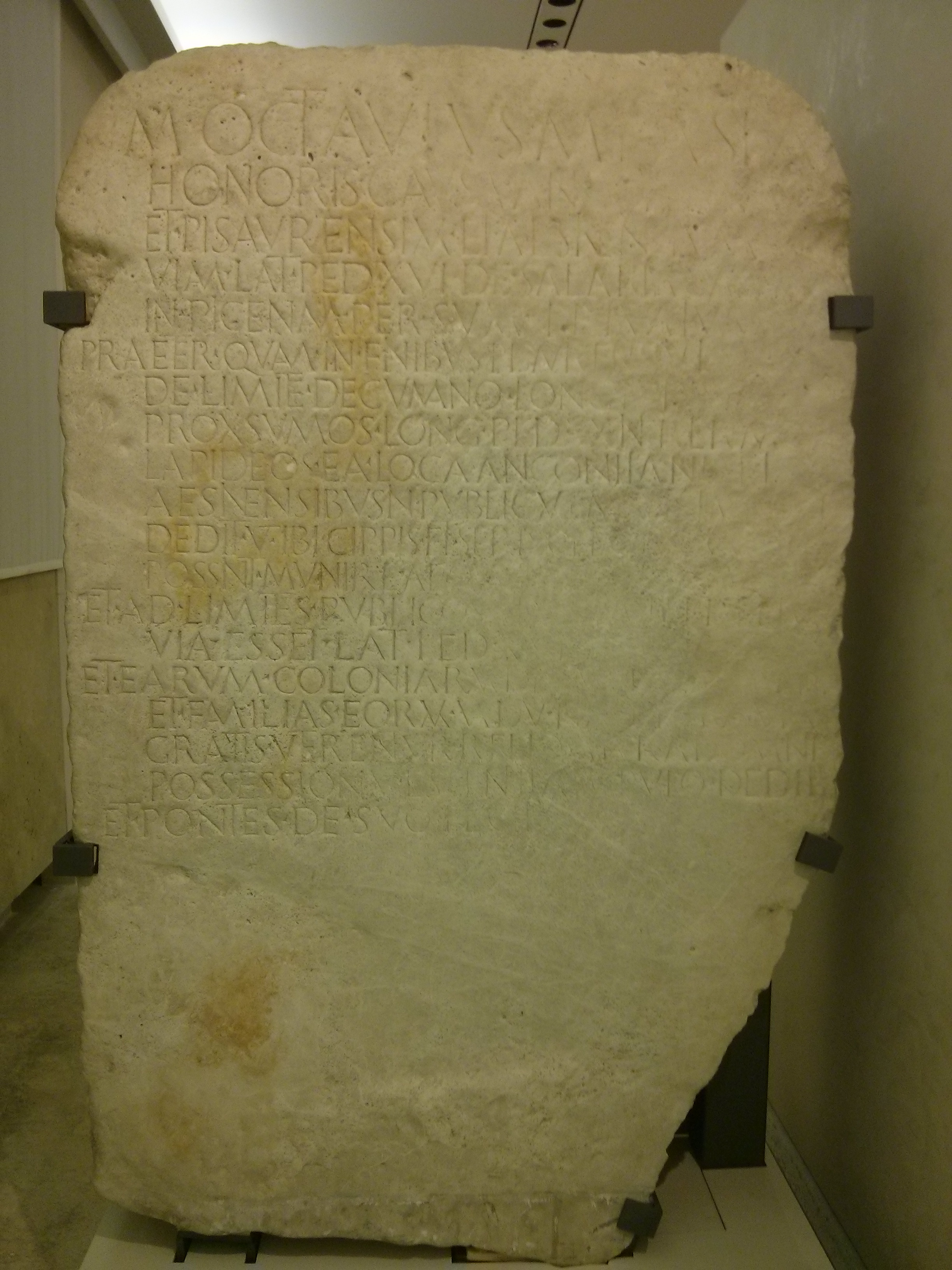
Lapis Aesinensis

La via Salaria Gallica era una strada romana che collegava la via Flaminia (all'altezza di Forum Sempronii, l'odierna Fossombrone) con la via Salaria (all'altezza di Asculum, l'odierna Ascoli Piceno)

## Il percorso
La via era una strada intervalliva larga 16 piedi (circa 4,70 m) che collegava le città della media vallata dei fiumi del Piceno e dell'ager Gallicus. Nel suo percorso attraversava le città romane di Forum Sempronii (Fossombrone), Suasa, Ostra, Aesis (Jesi), Ricina (Macerata), Urbs Salvia (Urbisaglia), Falerio (Falerone) e Asculum (Ascoli Piceno). Quindi questa via correva parallela all'asse costiero ad una distanza di circa 30 km dal mare Adriatico. 
La via esistente almeno sin dall'età triumvirale-augustea probabilmente ricalca un percorso tracciato e frequentato sin dal periodo preromano.
Una variante, detta Via Octavia che collegava la Salaria Gallica alla Salaria Picena, venne realizzata da Marco Ottavio Asiatico, come riporta il Lapis Aesinensis, l'iscrizione su di un cippo rinvenuto in Località La Chiusa di Agugliano, tra Jesi ed Ancona. Essa partiva a nord di Aesis e arrivava nei pressi di Posatora, o Torrette.
Si ricorda che il gruppo statuario equestre denominato Bronzi dorati da Cartoceto di Pergola è stato ritrovato proprio nelle vicinanze dall'incrocio tra la via Flaminia e la via Salaria Gallica.